# Xylomya trinotata
Xylomya trinotata is een vliegensoort uit de familie van de Xylomyidae. De wetenschappelijke naam van de soort is voor het eerst geldig gepubliceerd in 1880 door Bigot.